# 博罗梅利斯凯
50°35′31″N 34°55′40″E / 50.59194°N 34.92778°E
博罗梅利斯凯（烏克蘭語：Боромельське），2024年9月前名为佩爾紹特拉夫內韋（烏克蘭語：Першотравневе），是位於烏克蘭東北部的村莊，由蘇梅州奥赫蒂尔卡区的博羅姆利亞市鎮負責管轄。該村處於博羅姆利亞河左岸，分別距離博羅姆利亞0.5公里和沃夫基夫2.5公里，海拔高度142米，2001年人口47。
2024年9月19日，乌克兰最高拉达将此村的名字改为博罗梅利斯凯。